# Anne Matthes
Pour les articles homonymes, voir Matthes.
Anne Matthes est une joueuse de volley-ball et de beach-volley allemande, née le 30 avril 1985 à Freital. Elle mesure 1,82 m et joue au poste de réceptionneuse-attaquante. Elle totalise 64 sélections en équipe d'Allemagne.

## Clubs
| Club               | De        | À         |
| ------------------ | --------- | --------- |
| TUS Dippoldiswalde | 2000-2001 | 2001-2002 |
| Dresdner SC        | 2002-2003 | 2008-2009 |
| Volley 2002 Forlì  | 2009-2010 | 2009-2010 |
| Pallavolo Matera   | 2010-2011 | 2010-2011 |
| Dresdner SC        | 2011-2012 | …         |

## Palmarès

### Équipe nationale
- Championnat d'Europe
  - Finaliste : 2011

### Clubs
- Championnat d'Allemagne
  - Vainqueur : 2007.
  - Finaliste : 2008, 2012, 2013.
- Coupe d'Allemagne
  - Finaliste : 2007, 2009.